# Kristen Samverkan Mellansverige
Kristen Samverkan Mellansverige (KSM) är en av flera regioner av samverkande församlingar, huvudsakligen inom Evangeliska Frikyrkan.
KSM består av 78 församlingar i Mellansverige. De församlingar som tillhör Evangeliska Frikyrkan i Mellansverige tillhör automatiskt regionen, men även andra församlingar är och får bli medlemmar.

## Hjälmargården
Bland KSM:s uppgifter hör att driva och ordna verksamheter vid Hjälmargården, som är en lägergård och ett vandrarhem med olika konferenser, en restaurang och flera stugor med mera. Hjälmargården ägs sedan 1962 av KSM och ligger i samhället Läppe i Vingåkers kommun vid strand av Hjälmaren.

### Aktiviteter
KSM arrangerar årligen läger för cirka 2000 deltagare samt evenemang såsom midsommarfirande och konserter. 
I övrigt hyrs även gården ut till kommuner, företag, turister och föreningar samt övriga som vill besöka gården. 